# Toyama Grouses
Il Toyama Grouses (富山グラウジーズ) è una società cestistica avente sede a Toyama, in Giappone. Fondata nel 2005, gioca in B.League.

## Storia
Il Toyama Grouses è una squadra di pallacanestro giapponese fondata a Toyama nel 2005. Ha partecipato in Bj league dal 2006 al 2016. Attualmente gioca in B1 League, la massima serie del campionato giapponese di pallacanestro.

## Palmarès
- B2 League: 1

2024-25